# 东河 (杭州)
、

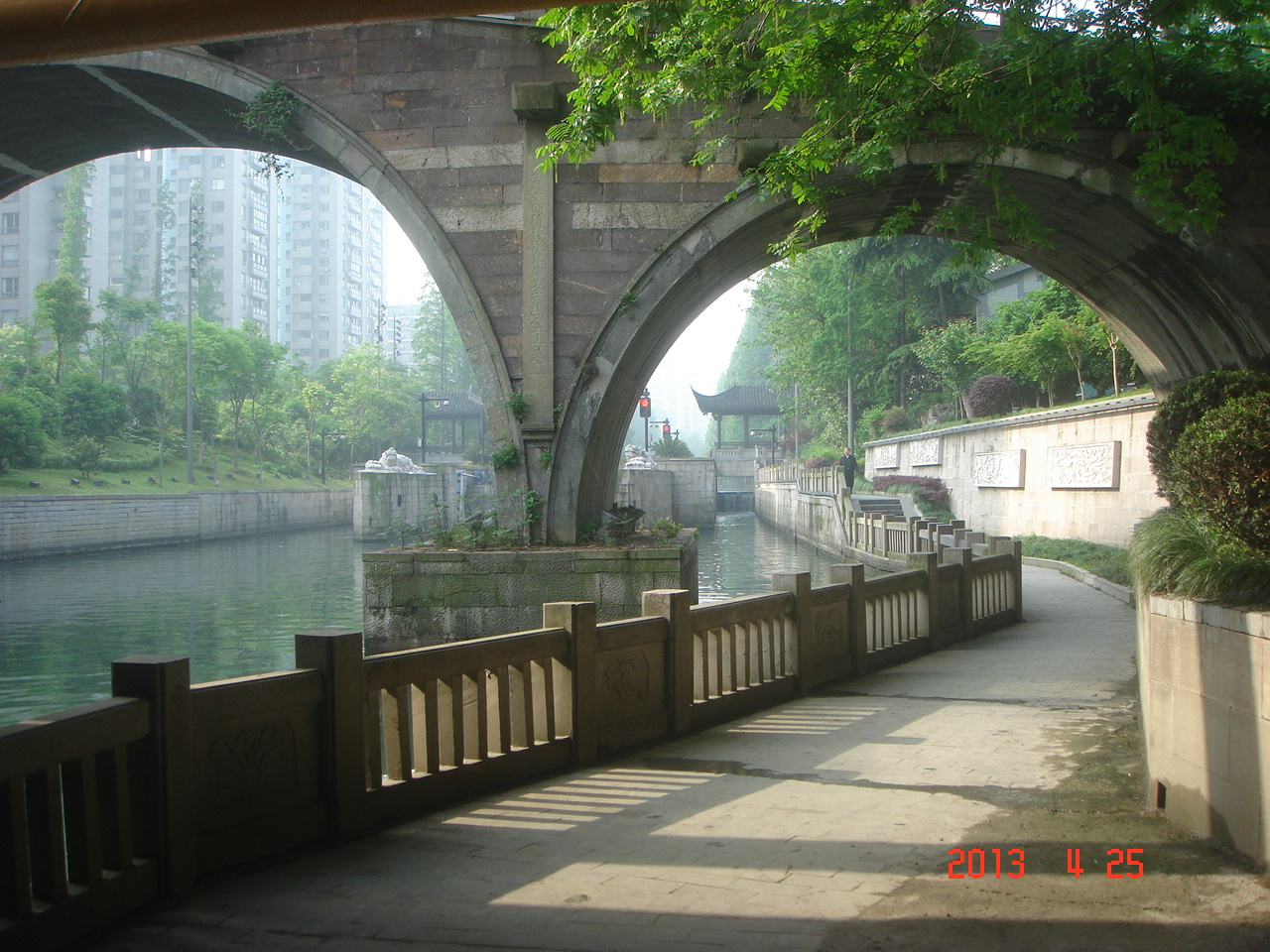
宝善桥

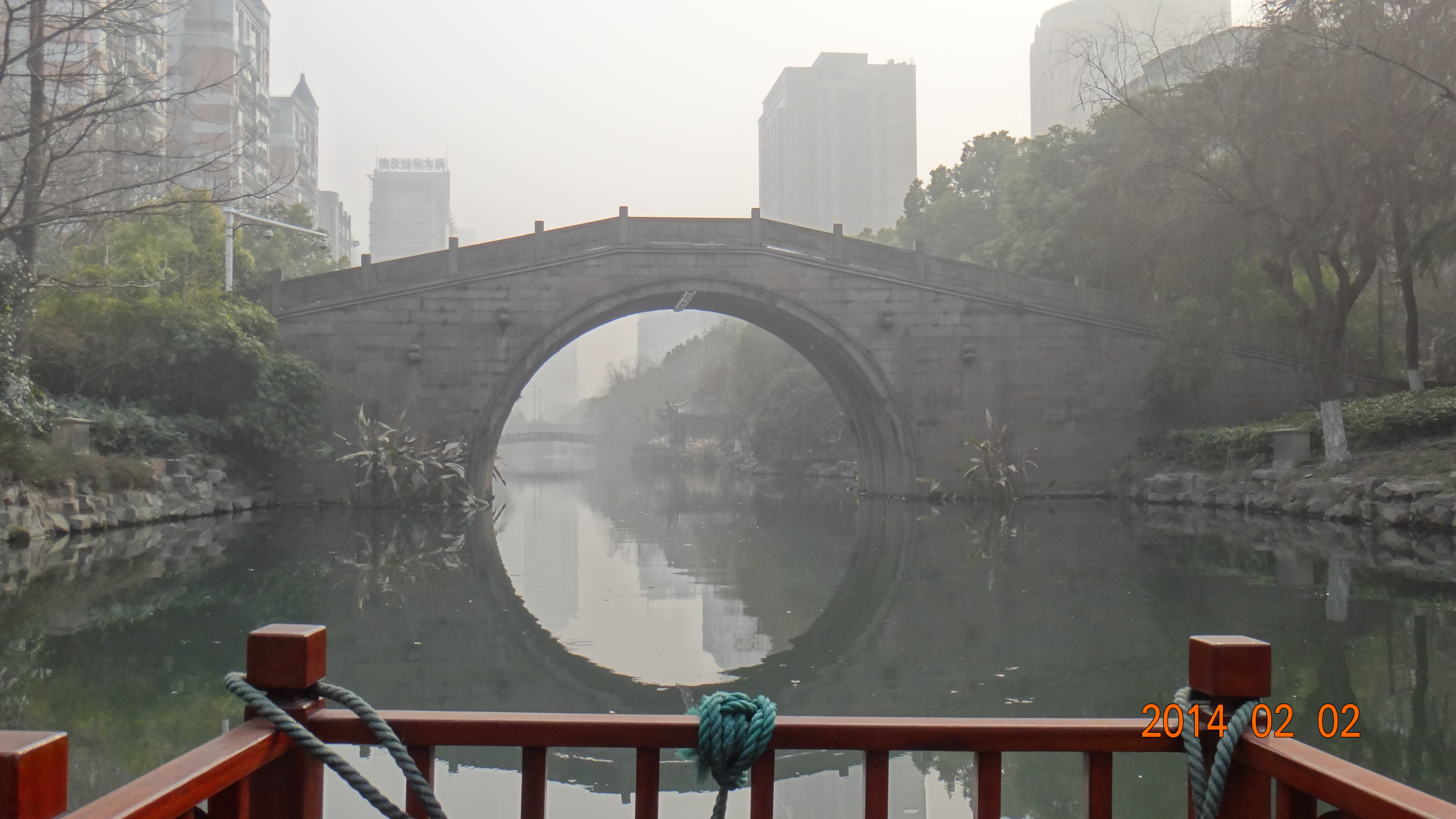
万安桥

东河是杭州市内的一条人工河，始建于唐代，南起鼓楼份流入自中河，向北中河汇入，最后注入京杭大运河，全长4091米。现为大运河世界遗产保护河段。

## 历史
东河始建于唐代，在宋代是杭州东侧护城河，由于城东多是菜地，因此东河成为菜市所在，故称菜市河。东河上游原本是茅山河，南宋偏安杭州后宋高宗为了修筑德寿宫切断了茅山河，因此东河上游没了来水开始断流，最南端就被称作断河头。元代因为在中河以东俗称东河。2007年中东河综合整治工程中，东河上游从断河头延伸至鼓楼中河。